# Bertrand d'Anduze
Pour les articles homonymes, voir Bernard d'Anduze.
Bertrand ou Bernard d'Anduze (parfois Anduse) est un seigneur du XIIe siècle, issu de la maison d'Anduze, qui épouse l'héritière de la première maison de Roquefeuil (Rouergue).

## Biographie

### Prénom
La filiation de ce personnage n'est pas précisément connue. Les auteurs, selon l'analyse des actes, produisent des hypothèses qui diffèrent, notamment pour son prénom. L'usage du prénom Bernard, pourrait être soit une erreur, soit une corruption du prénom Bertrand en Bernard.
Il est ainsi appelé :
- Bernard
selon HGL (1872, col. LXVII)[1] ; Barrau (1854)[2] ; Roche (1894)[3] ; Malbos (1977)[4].
- Bertrand
selon le Spicilège (1668), qui reproduit le pacte de mariage de son fils Raymond, avec Guillemette de Montpellier, il est désigné sous la forme Bertrand (Berhandum, Bertrandum, Bertrando, Bertrandus)[5].
HGL (1879, col. XLIII)[6] ; Fabrège (1894)[7] ; Chapitre de Fréjus-Toulon[8] ; les sites thierryhelene.bianco.free.fr (2009)[9] ou fmg.ac/MedLands (2006-2021)[10].

Certaines généalogies le numérote Bernard V, notamment Bertier de Sauvigny,, le confondant probablement avec son frère aîné, selon la généalogie proposée par Malbos (1977).

### Origines
Lina Malbos, auteure d'une étude généalogique sur la famille d'Anduze et Sauve (1977), indique que Bertand/Bernard serait le troisième fils du seigneur Bernard [IV] et de son épouse dont le nom reste inconnu. Il a pour frères Bernard [V], seigneur d'Anduze, jusqu'en 1164, avant de se faire moine, et de Pierre Bermond, seigneur de Sauve. L'auteure précise ainsi qu'« Entre 1166 [sic], un Bertrand a repris le fief. Des documents divers et sûrs nous apprennent qu'il est le troisième fils de Bernard IV et un frère cadet de Bernard V et de Pierre Bermond ». A noter qu'elle ne mentionne pas les évêques Frédol et Bermond dans sa généalogie.
L'abbé Roche (1894), dans la notice généalogique consacrée à Bermond d'Anduze, évêque de Viviers (1222-1242), indiquait qu'il était le fils de Bernard-Bermond, seigneur d'Alais, et de Garsinde de Toulouse, fille du comte Pons, et qu'il avait pour frères, Raymond, Frédol († 1197), évêque de Fréjus (1165-1197), et Bermond († 1214), évêque de Sisteron (1174-1214). Les auteurs de l'Histoire générale de Languedoc (HGL, t. IV, col. LXVII) indiquaient qu'il était le frère de « Bernard Pelet, comte de Melgueil et Seigneur d'Alais » et concluait également que Bertrand était le frère de Frédol et de Bermond.
Hippolyte de Barrau (1854) indiquait que Bernard est le fils de Raymond d'Anduze, seigneur de Meyrueis.

### Seigneur
Il serait en possession de la baronnie de Luc et de la viguerie de Portes, dans le diocèse d'Uzès,. Malbos (1977) indique qu'il succèderait à son frère Bernard [V], entre 1164 et 1166, comme seigneur d'Anduze.
Il épouse Adélaïde (1130-1180),, probablement issue de la maison de Roquefeuil. Elle serait ainsi la fille de Geoffroy de Roquefeuil et héritière de la baronnie de Roquefeuil, en Rouergue,,. L'historien Gaujal (1839) mentionnait un Raimond de Roquefeuil). Marc-Antoine-François de Gaujal (1839) ou Hippolyte de Barrau (1854) indiquaient comme date de mariage l'année 1129 (probablement 1109), tandis que Malbos (1977) indique vers 1150. Malbos (1977) précise qu'en raison de l'obtention uniquement d'un apanage pour Bertrand, contrairement à ses deux frères aînés, ce mariage pourrait être une compensation. Selon le contrat, il devra relever le nom de la famille de Roquefeuil. Le couple semble avoir deux fils,. C'est leur fils Raymond/Raimond qui prendra le nom de sa mère, et qui se mariera à la fille de Guilhem VII, seigneur de Montpellier,.
Roche (1894) indique qu'après son mariage Bertrand se serait retiré et aurai pris l'habit monastique jusqu'à sa mort vers 1171. Malbos (1977) qui distingue ce Bertrand d'un frère aîné, considère que c'est ce dernier qui se fait moine, et que ce Bertrand, selon les actes, serait mort entre 1169 et 1171. L'auteure précise que le dernier acte dans lequel il est mentionné comme seigneur d'Anduze date de l'année 1169, lors de la promesse de mariage de son fils Raymond. Son autre fils, Bernard [VI], est qualifié de seigneur d'Anduze, en 1171.

## Famille
Bernard/Bertrand épouse Adélaïde (Azalaiz), probablement de Roquefeuil. Tout comme pour les origines familiales, la descendance fait en partie débat chez les auteurs.
Les auteurs,,, s'accordent sur plusieurs fils. Cette filiation repose notamment sur un acte de reconnaissance de 1174 dans lequel Bernard [VI] se dit fils d'Adélaïde (Bernartz d'Andusa, filz d'Azalaiz),. Un second de 1189 mentionne les deux frères, Raymond et Bernard, fils d'Adélaïde.
- Raymond († apr. octobre 1200), héritier du nom et des possessions de sa mère, auteur de la famille de Roquefeuil-Anduze), qui épouse de Guillemette de Montpellier, fille de Guilhem VII, seigneur de Montpellier, et de Mathilde de Bourgogne.
- Bernard [VI] (mort entre 1178-1181), dit dans un premier temps de Roquefeuil, puis d'Anduze, puis héritier du nom et des possessions de son père, sous le nom de Bernard VI.
  - selon Barrau (1854)[2] et l'abbé Roche (1894)[3] il aurait épousé Eustorge.
  - selon l'hommage à Aldebert/Aldebert d'Uzès, évêque de Nîmes (19 mars 1174-75), Bernard [VI] se dit maître de l'Andusenc et du Salavès[15],[16].

Les auteurs de l'HGL (t. IV, col. LXVII) indiquaient que Le Laboureur, dans son Histoire manuscrite de la maison d'Anduze, mentionnait que le couple avait en plus des deux fils, (cette filiation est celle présentée par la notice consacrée à Frédol, par le site du Chapitre de Fréjus-Toulon), les deux évêques :
- Frédol († 1197), évêque de Fréjus (1165-1197).
- Bermond († 1214), évêque de Sisteron (1174-1214).
  - Ce dernier est également ajouté par le site thierryhelene.bianco.free.fr (2009).
  - L'analyse des témoignages relatifs au mariage de Marie de Montpellier avec le comte Bernard de Comminges, nous indiquent que l'évêque de Sisteron est le frère de Bernard d'Anduze[17].

Selon Barrau (1854), l'abbé Roche (1894) ou encore le site Internet de généalogie thierryhelene.bianco.free.fr (2009), ils auraient eu également une fille :
- Vierne, épouse Raymond de Pierre, seigneur de Ganges.
  - Il s'agirait d'une erreur. Les actes 225, 368 et 543 du cartulaire de Gellone, nous indiquent que Vierne, épouse de Raimond Pierre de Ganges, est la fille de Pons d'Agon.